# Aloe cymbiformis
Aloe cymbiformis é uma espécie de liliopsida do gênero Aloe, pertencente à família Asphodelaceae.